# Santa-Ana-Winde

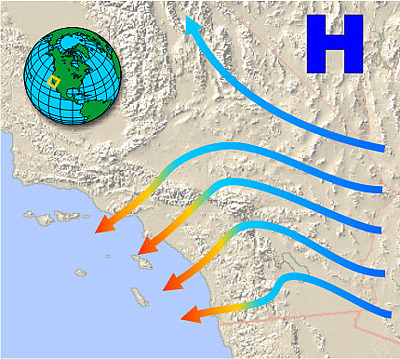
Schema der Santa-Ana-Winde: Typisch ist ein Hochdruckgebiet über dem Großen Becken. Die im Uhrzeigersinn aus dem Hochdruckzentrum verlaufenden Luftmassen strömen weiter durch die Pässe und Canyons Südkaliforniens und manifestieren sich als trockener und warmer Nordostwind.

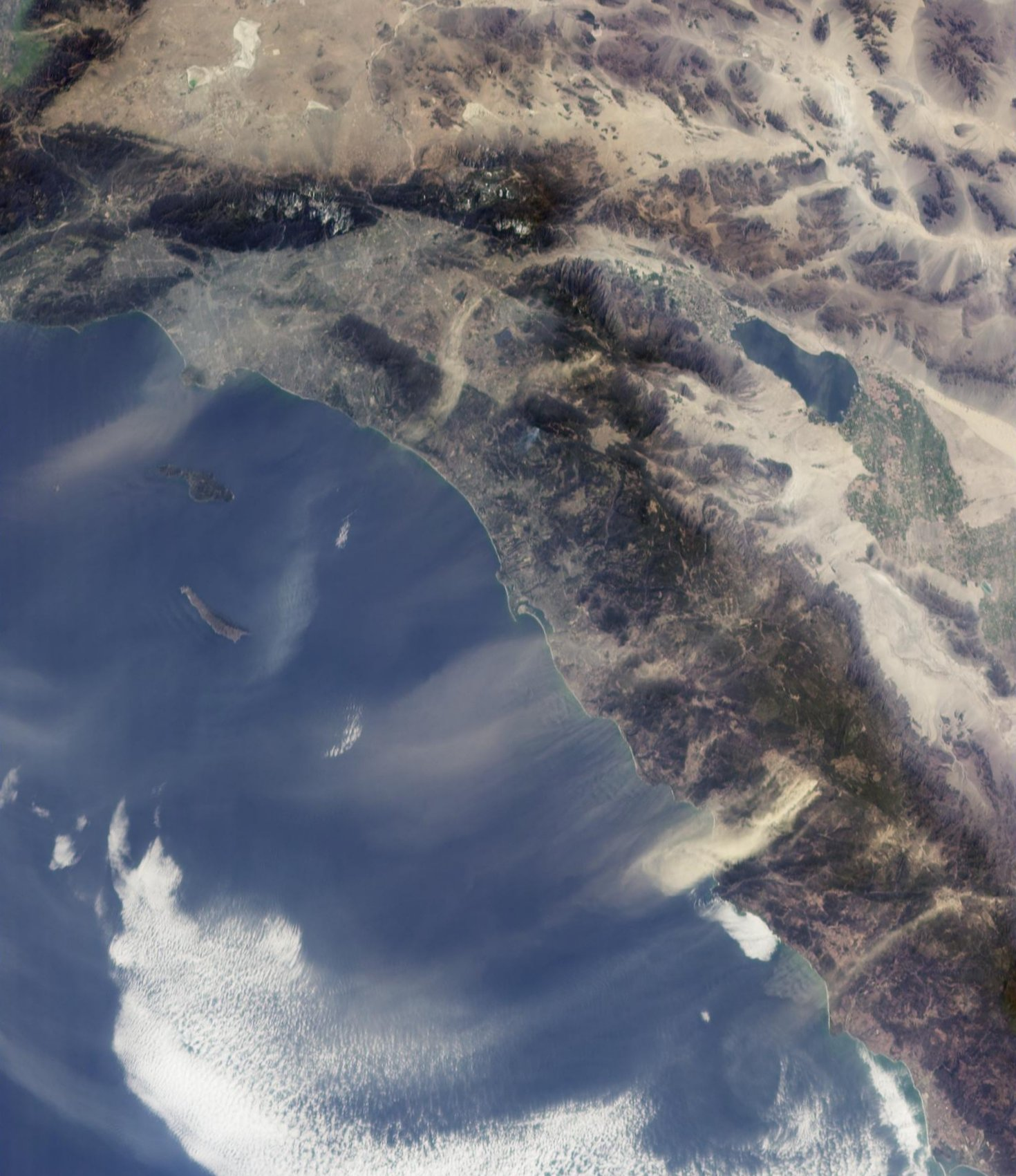
Santa-Ana-Winde, sichtbar durch den mitgeführten Staub

Die Santa-Ana-Winde, auch roter Wind genannt, sind warme, trockene Winde, die hauptsächlich im Spätherbst und Winter das Wetter in Südkalifornien beeinflussen.
Die Santa-Ana-Winde sind Fallwinde, die im Großen Becken zwischen den Rocky Mountains und der Sierra Nevada entstehen. Damit zählen sie zu den Föhnwinden.

## Entstehung
In der kühleren Jahreszeit von September bis Mai entsteht über dem Hochplateau der US-Bundesstaaten Nevada, Utah und Idaho ein Hochdruckgebiet. Die Luft, die anfangs noch kalt ist, bewegt sich dann auf die Pazifikküste zu. Durch den Höhenabfall wird die Luft erwärmt und zusätzlich durch die engen Canyons stark beschleunigt. Ferner wird die Luft auch sehr trocken. Diese Kombination aus Hitze, Trockenheit und Wind begünstigt die Ausbreitung von Waldbränden. Zudem können durch die Winde fortgetragene Funken weitere Brände entfachen. Die Santa-Ana-Winde verstärkten z. B. die verheerenden Brände in Südkalifornien im Januar 2025. Auch ohne Waldbrände können durch die starken Winde Sachschäden entstehen.